# Vzhodne Ture
Vzhodne Ture, tudi Nizke Ture (nemško Niedere Tauern) so velika skupina Osrednjih vzhodnih Alp v Vzhodnih Alpah. Med drugimi mejijo na Zahodne (Visoke) Ture. Gorska veriga se nahaja v Avstriji, v zveznih deželah Salzburg in Štajerska.

## O imenu
V srednjem veku so se gore imenovale predvsem po rečnih tokovih, Salzburške in Admontske Ennstaler Alpe (1207 »ad Alpem que dicitur Enstalar«, med Lungauom in Ennsom), štajerska stran pa Murtaler Alpe. V začetnih letih alpinizma v 18/19. stoletju, ko je v ospredje prihajal geološki kontekst verige Osrednjih Alp, je nastal izraz Ture, prvotno imenovan za gorske prelaze, zato so mnogi govorili o Turskih Alpah. V nasprotju z "Visokimi" Turami tritisočakov, so "Nizke" Ture sredogorska pokrajina. Ime Ennstalske Alpe se je nato premaknilo proti vzhodu v pogorje imenovano Gesäuse, Murtalske gore pa so južna veriga oziroma podskupina Nizkih Tur.

## Geografija

### Mejna in sosednja pogorja
Nizke Ture so omejene z naslednjimi dolinami:
- na zahodu: Mura (Zgornja dolina Mure (Oberstes Murtal od St. Michael im Lungau) - Murtörl (2260 m) - Grossarler Ache do Wagraina (Großarltal) in Visokih Tur (skupina Ankogel)
- na severozahodu: Schwaighofbach – Wagrainer Höhe (961 m) - Litzlingbach - po Ennsu navzdol (Altenmarkter Brcken) do prelaza Mandling v Salzburških kristalinskih Alpah
- na severu: Enns (štajerska Ennstal) nad Schladmingom do Liezena (Paltenmündung 655 m) do Zgornje-avstrijskih-štajerskih apneniških Alp (masiv Dachstein do Irdninga, potem Totes Gebirge; Severne apneniške Alpe)
- na vzhodu: Palten – prelaz Schober (849 m) - Liesing do izvira (596 m) pri St. Mihaelu na Zgornjem Štajerskem, na Eisenerzer Alpe od vhoda v dolino do Trofaiacher Beken pri Pfaffendorfu in Mürztaler Alpe (oboje Severne kristalinske Alpe)
- na jugovzhodu: Mura, navzgor nad Knittelfeldom, od Judenburga do Teufenbacha (za sedlom Seefeld) do Lavanttalerskih Alp (Gleinalpe do Zeltwega, potem Seetal Alpe)
- na jugozahodu: Mura navzgor čez Murau, Tamsweg do St. Mihael im Lungau na Krške Alpe (Metnitzer Berge do Stadla, potem Nockberge)

Razčlenitev Štajerske postavlja južne Murberge (Z.1) iz geoloških razlogov kot neodvisno skupino, razmejeno na jugu sledeč vzporedno dolino Mure čez Oberwölz.

### Podskupine
Razvrstitev po merilih Planinskega društva vzhodnih Alp (Alpenvereinseinteilung der Ostalpen - AVE) Nizke Ture razvršča v štiri podskupine:
- Radstadtske Ture (najvišji vrh: Weisseck, 2711 m)
- Schladmingške Ture (najvišji vrh: Hochgolling, 2862 m)
- Rottenmannerske in Wölzerske Ture (najvišji vrh: Rettelkirchspitze, 2475 m)
- Seckauerske Ture (najvišji vrh: Geierhaupt, 2417 m)

Rottenmannerske in Wölzerske Ture se razvrščajo kot samostojne skupine, razmejitev obeh je zelo nespecifična in sta pogosto videti kot podskupina druga druge. 
Rottenmanner se iz geoloških razlogov pogosto izsledi nazaj celo kot Seckauerske Ture (Seckauer Alpe). Tudi Murberge (greben Tamsweg-Seckauer, Gstoder 2140 m) na jugu, zaradi geoloških in fizičnogeografskih razlogov, ločimo kot peto ločeno podskupino, ki obsega dele Radstadtskih, Schladmingških in Wölzerskih Tur.

## Geologija in nastanek
Nizke Ture so zgrajene kot del Osrednjih Alp v glavnem iz sljudastega skrilavca. Na vzhodu se bolj pojavljajo granit in gnajs. Iz tega srednje-vzhodnega alpskega pokrova izhaja na vrhove nekaj apnenca: Mosermandl in Pleißlingkeil (Radstadtske Ture) ali Kalkspitzen v Schladmingških Turah.
V ledeni dobi so bile gore močno poledenele. Posledica so globoke doline s strmimi bregovi. Številna majhna jezera v krnicah so posledica pretekle poledenitve. Danes je območje brez ledenikov, vendar velja za masiv z največ jezeri v Vzhodnih Alpah.

## Zgodovina
V srednjem veku in do začetka 19. stoletja so v Schladmingških in Wölzerskih Turah pridobivali in predelovali železo, baker, svinec, nikelj in srebro. Stare rudniške rove je mogoče obiskati v bližini Schladminga in pri Oberzeiringu.
V času protireformacije, je območje okrog Schladminga še posebej služilo kot eno zadnjih zatočišč Luthru zvestih kmetov, delavcev in obrtnikov. Še danes je to območje z enim najvišjih odstotkov evangeličanskih kristjanov v Avstriji.
V 19. stoletju se je začel turistični razvoj Nizkih Tur. Prvi vzponi so bili na dnevnem redu. Prav tako so prihajale pomembne osebe, kot je Janez Habsburško-Lotarinški, ki se je vzpel na Hochwildstelle.
Vzroki za razvoj so bili predvsem izgradnja prve železniške proge skozi doline v 1860-ih in ustanovitev Avstrijske planinske zveze leta 1862. Prvo zatočišče je bilo zgrajeno relativno pozno: 1920 Hochwurzenhütte. Leta 1950 se je začel turistični razvoj v moderni obliki - s cestami, žičnicami, hoteli in restavracijami. Prednost je imela Predvsem severna stran (Radstadtske Ture, Schladmingške in Wölzerske Ture).

## Gospodarstvo in zaščita okolja

### Promet in naselja
Gorovje prečkajo trije gorski prelazi (od severa do juga):
- prelaz Radstadt Tauern (najvišja točka Obertauern na 1739 m)
- prelaz Sölk (1788 m)
- Triebener Tauern (najvišja točka Hohentauern na 1274 m)

Poleg tega vodi skozi Radstadtske Ture tudi Turska avtocesta s predorom Tauern.
V dolgih globokih dolinah obstaja nekaj manjših naselij. Večji kraji se nahajajo v mejnih dolinah:
- Radstadt, Schladming in Liezen im Ennstal
- Rottenmann, Trieben v Paltental
- Tamsweg, Murau, Judenburg, Zeltweg in Knittelfeld v dolini Mure

### Razvoj in turizem
Najpomembnejši gospodarski dejavnik je turizem, poleti pohodništvo, plezanje, kolesarjenje in pozimi alpsko smučanje.
Zlasti na severovzhodu področja obstajata združenje Ski amadé in regija Schladming-Dachstein kot najpomembnejši smučarski regiji v Vzhodnih Alpah. Za alpsko smučanje so še posebej pomembne Predalpe v doloni Ennstal, dostopne z žičnicami in vlečnicami, pa tudi območje med Judenburgom in St. Mihael im Lungau. Schladming je s svojimi smučišči Planai in Hauser Kaibling gostil svetovni prvenstvi v alpskem smučanju leta 1982 in 2013.
Še posebej Radstädtske in Schladmingške Ture imajo številne planinske koče in planinske poti. Pešpoti, ki vodijo skozi območja Nizkih Tur so: Zentralalpenweg od vzhoda do zahoda, Eisenwurzenweg, Salzsteigweg in Štajerska krožna pot od severa do juga.
Pomembni gospodarski panogi sta gozdarstvo in pašništvo. Na severovzhodnem robu obstajajo tudi nekateri obrati za izkoriščanje grafita in magnezita.
Strmi padci doline Ennstal se uporabljajo za male hidroelektrarne, ki proizvajajo električno energijo za lokalne potrebe. Poleg tega je tu tudi trenutno najvišji vetrni park v Evropi, Tauernwindpark, s 13 vetrnicami za proizvodnjo električne energije, ki se nahajajo v Wölzer Tauern pri Oberzeiring.

### Zavarovana območja
Južno od salzburškega območja Nizkih Tur v salzburgških Lungau in koroških Nockberge, leži naravni park Sölktäler. Velik del je v območju evropske direktive Natura  2000. Poleg tega so velika območja zaščitena tudi z deželnimi zakoni (primer biosferni rezervat Nockberge).